# 結婚戒指

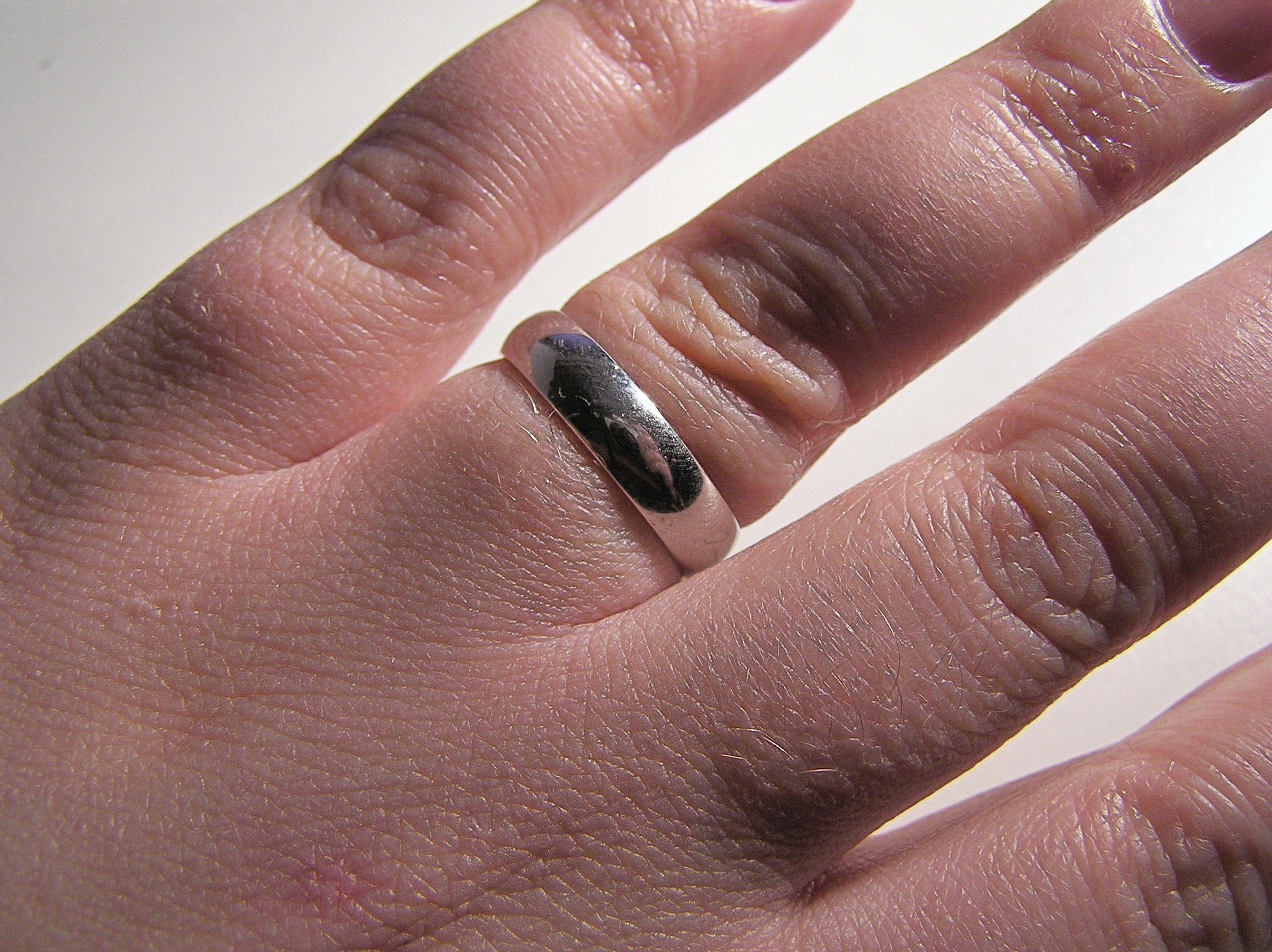
婚戒

結婚戒指或結婚指環，简称婚戒，是由金屬圓環，鑲上鑽石或其他寶石而成的饰品。在很多如英法等歐洲國家，它通常是被佩戴在左手無名指的指根上。而在世界的其他地方，主要是德國和東歐地區，人們則把它佩戴在右手无名指。这种戒指用来象徵婚姻：配偶佩戴它來表明對婚姻承諾的忠貞。如今，佩戴婚戒的這种歐洲風俗已在歐洲之外廣泛傳播了。

## 關於結婚指環的風俗

### 古時的風俗
在古埃及（約公元前3150年─公元前343年）的墳墓發現了可能是最早的戒指，在戒指上刻有主人的姓名與頭銜的象形文字。由來是古埃及統治階層需要隨身攜帶代表權力的圖章，為了方便於是它鑲在戒指上，最初男士佩戴，之後逐漸流傳為女士的飾品。而交換指環代表永恆及無休止的愛之象徵。
對於羅馬人來說，此舉是法律上婚姻的承諾，女性一旦接受了指環，便無法解除此段婚姻，自此便不再自由了。戒指的佩戴有禁戒之意，女子佩戴戒指於無名指上，表明她已名花有主，禁戒別的男子嚮她示愛。男子佩戴也亦然。公元9世紀時，教宗尼古拉頒佈法令，規定在結婚前之訂婚儀式上，男方贈送訂婚戒給女方是其中一重要的步驟。
在中國，戒指早在原始社會就出現。在大汶口的龙山文化時期的墓葬中，考古學家發現骨戒指，其中有些戒指上更鑲有綠松石。而在甘肅的齊家文化類型遺址中，也有銅戒指出土。到了晚唐時代，戒指已可作為訂婚信物。

### 传说与起源
钻戒被作为爱情和婚姻的重要代表物，它有着悠久的历史渊源，有着非常优美的传说。幾百年以来，坚不可摧的钻石与永生不渝的爱情联系在一起，把钻石作为表达爱意、传递爱情的最佳礼物。钻石幾乎和婚姻联系在一起的。我们知道钻石是一种非常昂贵的物品，佩戴钻石更多的成为一种具有“高贵”象征意义的饰品。钻石饰品在中国这块土地上，越来越受到人们的欢迎，并且成为黄金、铂金之后的第三大消费品。中国每年有1500万人结婚，而且，结婚买钻戒正在成为一种时尚和特定象征意义。
据说，钻戒第一次作为定情信物的典故，发生在1477年，奥地利的马克西米连为了得到法国的玛丽公主的爱，因为玛丽太漂亮，追求的王孙贵族云集，马克西米连为此召集了很多谋士出谋划策，最后有人提议，钻戒象征坚贞永恒的爱情，在公主的手指上戴上钻戒便可以得到她的爱。后来，马克西米连用了此办法，并且，果然灵验，当他把象征爱情的钻戒轻轻地戴在玛丽公主左手的无名指时，玛丽公主应允了。从此开创了赠送钻戒订婚的传统。但是，为什么都把钻石戴在左手？又为什么戴在无名指上呢？信奉基督教者相信这是源自在婚礼仪式上，牧师手拿戒指按顺序轻触新人的左手，并说："奉圣父、圣子、圣灵之名"，最后戒指落在左手的第四个手指——无名指上，因此形成这一传统。

### 鑽戒由來的典故
在1477年。奧地利大公馬克西米連一世為法國公主瑪麗的美貌及優雅舉止傾倒，但瑪麗已許婚於法國王儲。奧地利大公采納了親信大臣的建議，送一枚有鑽石的戒指給公主，結果打動了公主的芳心。此後，這個贈送鑽戒訂婚的傳統便開始流傳。
古代人覺得鑽石充滿了神秘、傳奇、浪漫的色彩。由於鑽石十分稀有，人們認為它是星星墜落時所留下的碎片。鑽石一詞的古希臘文為，意思為不可征服。鑽石代表永恆愛情的象徵，因為它其有純潔、璀璨和堅硬的特性。若鑲上三顆鑽石的代表「我愛你」（I LOVE YOU）；而五顆鑽石則代表「你會否成為我的妻子嗎？」（WILL　YOU　BE　MY　WIFE？）

### 與婚姻有關的指環
除了結婚指環外，也有其他與婚姻有關的指環。根據有些風俗，結婚戒指是為一系列的禮物的最後一份，在其之前之禮物會包括訂婚戒指。
也有一些近代由首飾商所推動傳統，為求擴展一系列指環禮物的概念。
- 訂婚戒指——傳統上作为訂婚禮物，上面多嵌有寶石等飾物，但不刻有任何字。
- 誓言指環——來代表認真求婚或追求的開始。
- 永恆指環——象徵持久的婚姻的更新或持續的本質，是丈夫在一週年紀念或第一個孩子的誕生時送妻子，視乎哪樣先來而定。這通常是鑽戒或比訂婚戒更貴重的指環。
- 三部曲指環——通常鑲了三顆以六十面體切法的鑽石，每顆代表過去現在和將來的關係。

### 訂婚時交換指環的風俗
在東正教和東方禮天主教基督徒之中，指環的交換嚴格來說不是婚禮儀式的一部分，而是在訂婚交換的。儀式交換的指環總是一對的。傳統上，新郎的指環是用金製成的，新娘的指環則由銀製成，由司祭以聖水祝聖。然後司祭以新娘的指環祝福新郎，把它戴在他左手的無名指上，跟著司祭以新郎的指環祝福新娘，把它戴在她的手指上。指環然後再由司祭或伴郎交換三次。
也有東正教及東方禮天主教的傳統要求未來新郎在求婚時送給他的未來新娘的一個鑲有寶石的指環，雖然這指環不會再在訂婚或婚姻上使用。這指環也可以是其他首飾，例如手镯、別針、耳環、項鏈、冠狀頭飾或者整套珠寶首飾。
在希臘，交換指環是在訂婚時進行。雙方的指環是相同，簡單的圓環，通常是金但有時是以白金製成。訂婚者佩戴在左手的第四隻手指，婚禮之後他們會轉在右手佩戴。現今許多希臘家庭都不拘形式，訂婚者父母會在家庭晚餐中舉行簡單的祝福來代替訂婚儀式。而且，希臘的教會最近不再把訂婚及結婚儀式分開地進行，因為訂婚時的承諾經常沒有兌現。現在當地的訂婚儀式會放在婚禮儀式的最初部分進行。
所以最重要象徵婚姻的儀式反而不是交換指環的訂婚儀式，而是婚禮儀式中的「加冕儀式」及喝同一的聖爵（The Common Cup）三次的儀式。

### 婚礼儀式中交換指環的風俗

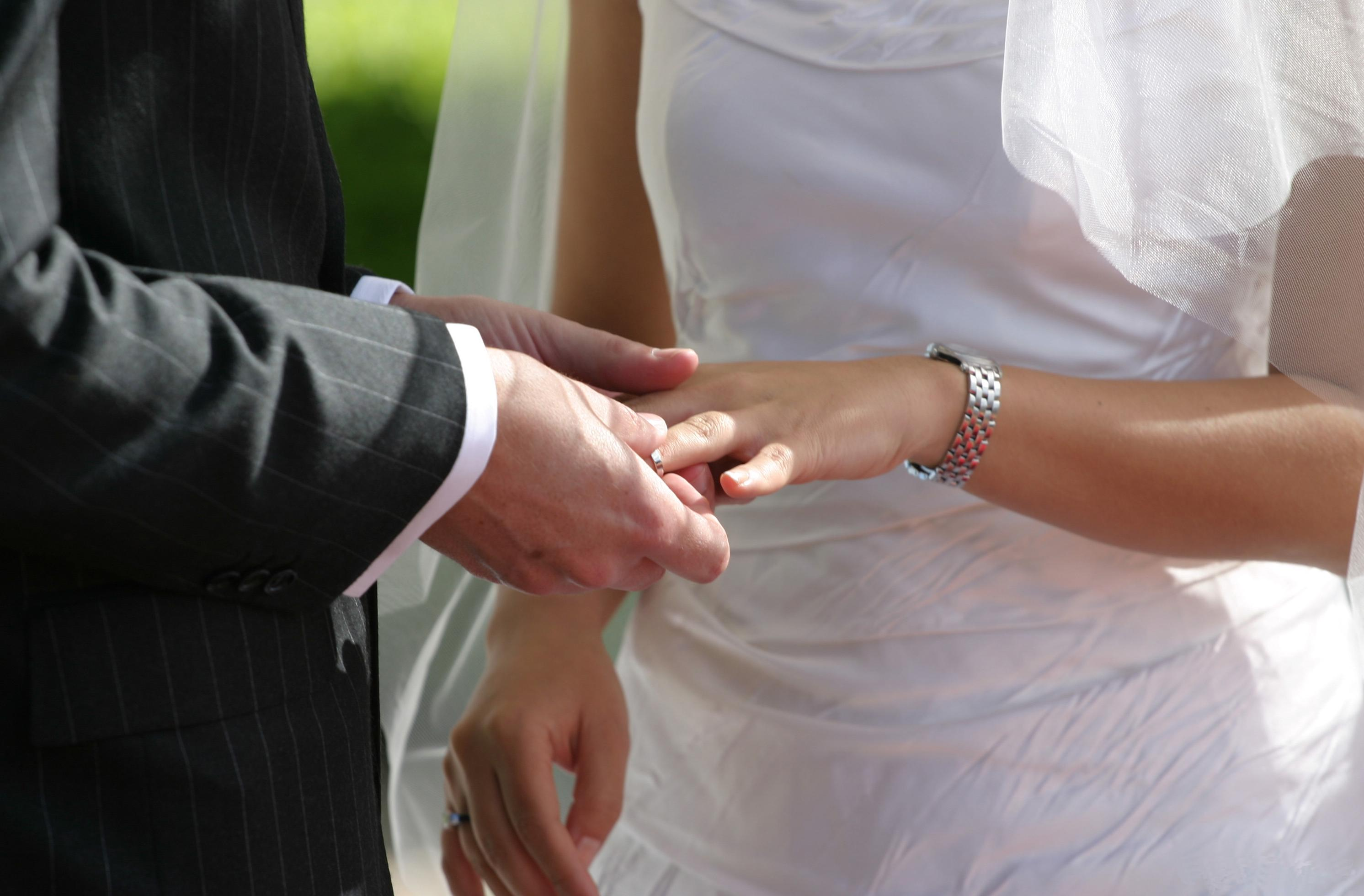
婚礼儀式中交換指環

在英國傳統，伴郎有義務保管新人的結婚戒指並在婚禮交換指環時提供給他們。在一些更精心安排的婚禮，他們會安排一個年輕男孩（通常是新娘或新郎家庭的一部分）負責指環遊行的禮儀，男孩通常會捧著放在一個特別枕頭上的指環，步入教堂。
在古代，婚戒不僅代表愛的標誌，也象徵了授予“保證金”的意義。根據愛德華六世之祈禱書中，在「以此指環我娶你」一句後，新郎會說「這金和銀我給你」，到這時新郎應遞一個皮革錢包充满金和銀幣給新娘。
不僅在英國，甚至在多數其他歐洲國家，在婚禮中婚戒會被認為是交換貴重物品的標誌多於是永恆愛和奉獻的象徵。有些地方，婚戒甚至會作為條件交換，德國有慣例：「我給你這個指環作為我們之間許諾了的婚姻的標誌，條件是你父親給予1000帝國元（Reichsthaler）的一套嫁妝。」
在某些歐洲國家，結婚指環與訂婚指環是同一對，而它所代表的狀態會由上面的雕刻及佩戴的左右手所的改變。如果婚戒與訂婚戒指是不同，新人則可選擇在婚禮時是否佩戴著訂婚戒。新娘可以把它佩戴在她的左手無名指，讓新郎再在其之上戴上結婚指環。她也可把訂婚指佩戴在右手無名指，結婚指環戴在左手無名指，這樣可防止指環互相刮花及磨損。另一個選擇是讓伴娘在儀式期間保留著訂婚戒，之後才戴回在左手或右手上。

### 宗教儀式中交換指環的誓詞
- 聖公會——「我以金銀（戒指）獻給你，以身心尊敬你，以世間財物與你共享，因父及子及聖靈之名。阿門。」[14][15]
- 犹太教——「藉由這戒指，根據摩西及以色列的律法，你已成為我神聖的妻子。」
- 天主教——「（名字），我給你戴上這枚戒指，表示我對你（妳）的忠貞與愛情。因父及子及聖神之名。」 [16][17]
- 東正教——「上主的僕人（名字）與上主的婢女訂婚，因父及子及聖神之名。亞孟。」

## 佩戴婚戒的風俗

### 戴在左手的傳統之由來
在某些國家，婚戒是戴在左手上，這傳統之由來有以下幾種說法：
- 戴在哪隻手指上的選擇據稱追溯至古典時期的傳統，左手無名指的「愛情之脈」（vena amoris）可直接通到心臟左手的指尖。[18]
- 中古世紀時，新郎會把結婚指戒輪流戴在新娘的三個手指上，以象徵聖父、聖子和聖靈三位一體，最後就把戒指套在無名指上。於是左手的無名指就作為英語國家傳統戴婚戒的手指。這傳統漸漸象徵一對已婚夫妻宣稱他們的對彼此永恆的愛，現今更成了這些國家的傳統和禮節。[19][20]
- 按西方的傳統習慣來說，左手代表著上帝賜予運氣。[21]
- 另一個可能的解釋是因為多數人是右撇子的，指環戴在左手可減少在日常活動期間將被損壞或丟失的機會。[22]

### 戴在右手的傳統之由來
把婚戒戴着在右手的傳統可能源於羅馬風俗。左邊的拉丁語是“sinister”，可解作邪惡的意思；而右邊的拉丁語是“dexter”，有靈巧聰敏之意。因此，左手有負面的含意而右手則是正面。

### 各地不同佩戴婚戒的風俗
猶太婦女平日會把婚戒戴着在左手，雖然在婚禮期間她們會把婚戒戴在右手上。男性傳統上不戴指環，雖然在一些「現代主義」運動後，戴指環的習俗開始慢慢流傳。在荷蘭，天主教徒把它戴在左手，其他人則戴在右手；在奧地利，天主教徒佩戴婚戒在右手。在比利時，佩戴在左右手的選擇是取決於在該國家的區域。東正教徒和東部歐洲人（除了羅馬尼亞人）傳統上也是把結婚指環佩戴在右手的。
希臘人許多是東正教徒，通常根據希臘傳統把婚戒戴在右手上。在其他國家例如哥倫比亞、德國、希臘、挪威、秘魯、波蘭、俄國、塞爾維亞、西班牙、烏克蘭和委內瑞拉，婚戒是戴在右手的。
在英國和美國等英語國家的傳統則是將婚戒戴在左手無名指，而過往女性比男生較普遍佩帶婚戒。現今，配偶雙方都通常戴着婚戒，不過會因為安全、工作或個人舒適的原因而除下。其他不佩帶的原因也許因為反對貴重金属的想法，或因為不喜歡通過首飾來宣稱他們的婚姻地位的想法。也有做法是把婚戒穿在鏈子後佩戴着在脖子上，從而達至宣稱他們婚姻的社會訊息。
在印度一些奉行印度教的地方，婦女傳统上會佩戴腳趾指環（bichiya），雖然她們現今已漸漸把婚戒戴在手指上。在印度東部，主要是孟加拉西面地區，婦女會佩戴鐵手鐲（loha），而越来越多當地人把手鐲鍍上金或銀以使其更加美觀。

### 配偶一方離世後的風俗
雖然法律上婚姻在配偶其中一方死亡時終結，不過在配偶死後佩戴婚戒的形式上，不同習俗會有十分不同的做法。
- 一些傳統中，配偶死亡後仍在生的一方會繼續戴着自己的婚戒，有時會轉戴在另一隻手的無名指上；
- 有些會在配偶的葬禮上除去他們的婚戒；
- 有些會在葬禮後，保管和佩戴（有時會戴在他們自己同一的手指上）他們離世的配偶的指環。

在許多文化中，配偶離世後在生的的一方佩戴婚戒的時間和方式未必一定由社會風俗所規定，也會由家庭傳統和個人選擇所決定。

### 婚戒的市場

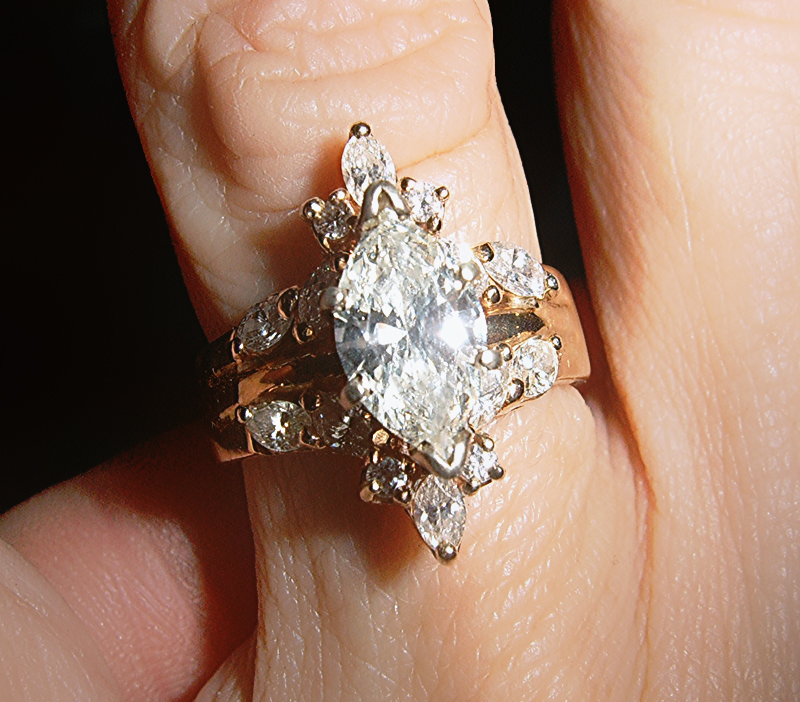
訂婚——婚禮——週年紀念三合一的18k金指環，中心鑲嵌了1½克拉鑽石。

#### 美國市場
雙婚戒的儀式，或雙方伴侶都佩帶婚戒的儀式，是相對近代的改變。美國首飾業在19世纪后期開始一些市場推廣以鼓勵這風俗。從1920年代的經濟轉變及第二次世界大戰的衝擊從得到的經驗，美國首飾業推出更成功的市場活動。在1920年代後期，80%的婚禮都進行雙婚戒的儀式，相對在大萧条之前的15%有很大的增長。

#### 中國市場
由於中國人口多，經濟增長迅速，鑽石飾品在中國越來越受歡迎，所以結婚鑽飾的發展空間是非常大。估計到了21世紀中期，中國將成為繼美國、日本之後的鑽石飾品第三大消費國。

## 製造婚戒的材料
按早期羅馬傳統，指環由代表力量的鐵所鑄造，及後逐漸被秀麗且不易鏽蝕的金和銀所取代。
製造婚戒過程中，珠寶商通常用珍貴的黃金加入銅、錫和鉍以增加硬度。鉑和也會用於製造婚戒，雖然過去黃金已主要被更加廉價的鎳金合金取代了，而在上面一層薄薄的銠鍍層须在佩戴一段岁月後重新鍍上。近代工業化後為了表現耐久性，許多原本是為了機械零件而開發的新材料被用在指環製造上，鈦（飛機結構）由於它的耐久性、負擔能力和暗灰顏色，最近成為了受歡迎的結婚指環材料。碳化钨（用於電鑽）與金或白金一起鑲嵌也是最近常用的材料。鎳銀齊（硬幣和餐具的材料）因為它的外觀及成本，也是常用較廉價的材料。結婚的配偶也開始使用不锈钢，是由於其耐久性與白金或鈦合金一样，而且材質較佳的不銹鋼同樣閃爍亮麗，以及可在完成後進行刻字及其他更精細的加工。銀、銅、黃銅較少用來作婚戒的材料，因它們會隨時間而氧化變色，不能象徵永恆的意義。鋁、錫及鉛因為手感不佳，也很少用作為材料。

## 款式、圖案、時尚

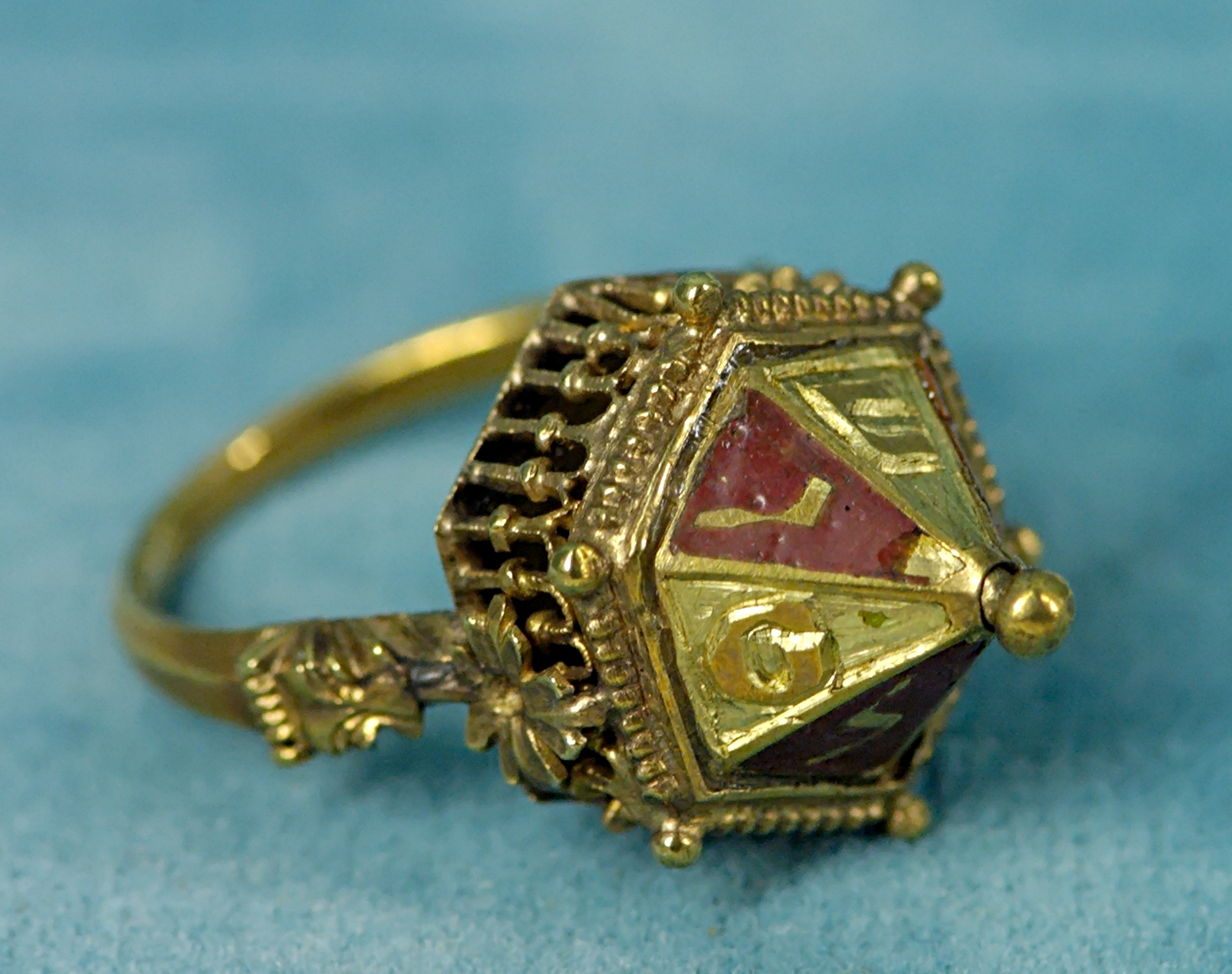
14世纪犹太人的結婚指環

究竟婚戒那麼多種，到底婚戒如何挑選 （页面存档备份，存于）呢?
簡樸的金指環是最普遍的款式，女性通常佩帶較糼的指環，而男性則更加較佩帶闊的環。戒指所以是圓形是代表了愛情是沒有盡頭，時至今日，以鑽戒作為愛的獻禮已為多數人所接納。 
在法國和法語國家，常見的指環是由三個互相交織的圓環組成，它們代表了基督徒的三種美德：信德、望德和愛德。其中「愛德」等同希腊语中的「αγάπη」代表那種有如神對世人完美的公正的愛。

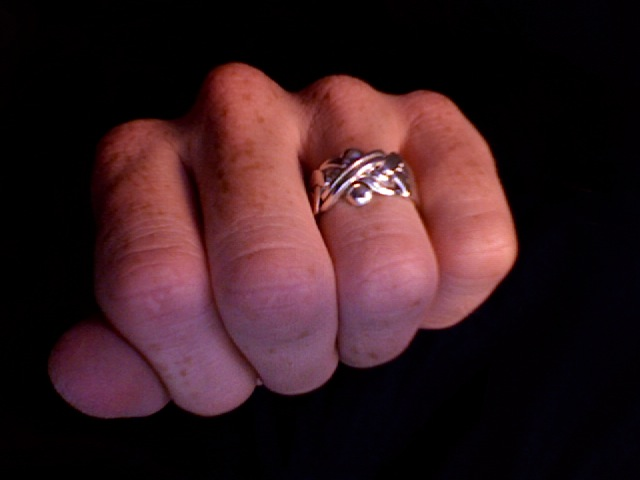
這是由六環完整組合的迷之環。

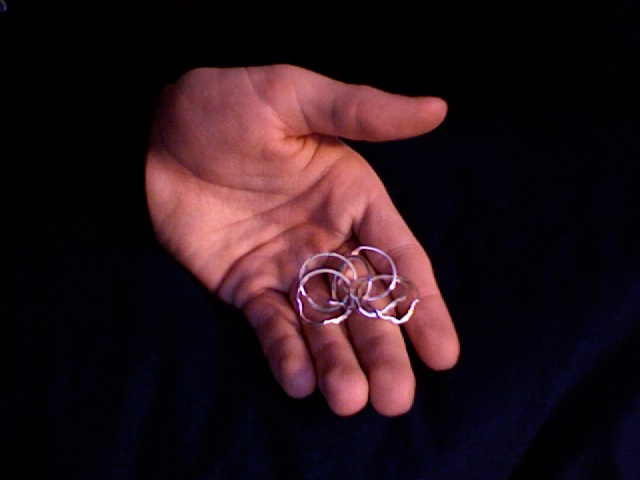
這是同一個迷之環，但已分開為六個圓環。

在希臘和安那托利亞（包括多數現代土耳其）文化下，婦女有時會收到并且戴着「迷之環」——一組互相鎖扣的金屬環，巧妙地砌合成單一的指環。這種指環源自雙連環，其拉丁語“gemelli”，意思為孿生。雙連環主要用作婚戒，用以防止穿戴者背叛他們的伴侶，當代的人認為雙連環不可以在脫下後重組一起。

在北美洲和某些歐洲国家，許多已婚婦女在同一個手指戴着的二個指環：訂婚戒指和一個簡樸的的結婚戒指，很多夫婦會購買这種一對可合而為一設計的指環。另外，更有已婚很久的女士會佩戴三顆指環在他們的手指上：結婚指環、訂婚指環和永恆指環。這種三指環的組合在英國是非常普通的。
在某些習俗中，女性應該把訂婚戒指戴在婚戒之上，從而把訂婚的情趣封蓋在婚姻內。
也有其他習俗選擇把婚戒單獨戴着。此外，現代在美國的指環組合經常以三件一套的形式銷售，其中包括男方的結婚戒指、女方的訂婚戒指和一纖幼的指環用來在婚禮之前鑲嵌在訂婚戒上以把它轉換它成一結婚戒指。
經雕刻的結婚指環在美國也越來越普遍。其中一些歐洲傳統中，人們會把自己配偶的名字及準備結婚的日期刻在指環的內側，以鞏固指環為家庭瑰寶的情感及象徵意義。在美國、加拿大及其他英語國家（尤其是有大量愛爾蘭或蘇格蘭血統的地方），凱爾特風格的結婚戒指也變得十分普遍。這種款式經常雕刻了凱爾特結的設計，以象徵同一性及持續性。有時克拉達戒指也被用於象徵忠貞。
在俄罗斯傳統，婚戒是由三條玫瑰色，白色和黃色的金合金的環連扣在一起，並佩帶在右手上。

## 相關題目
- 订婚戒指
- 婚禮
- 婚禮小物
- 無名指